# 新興工業化國家

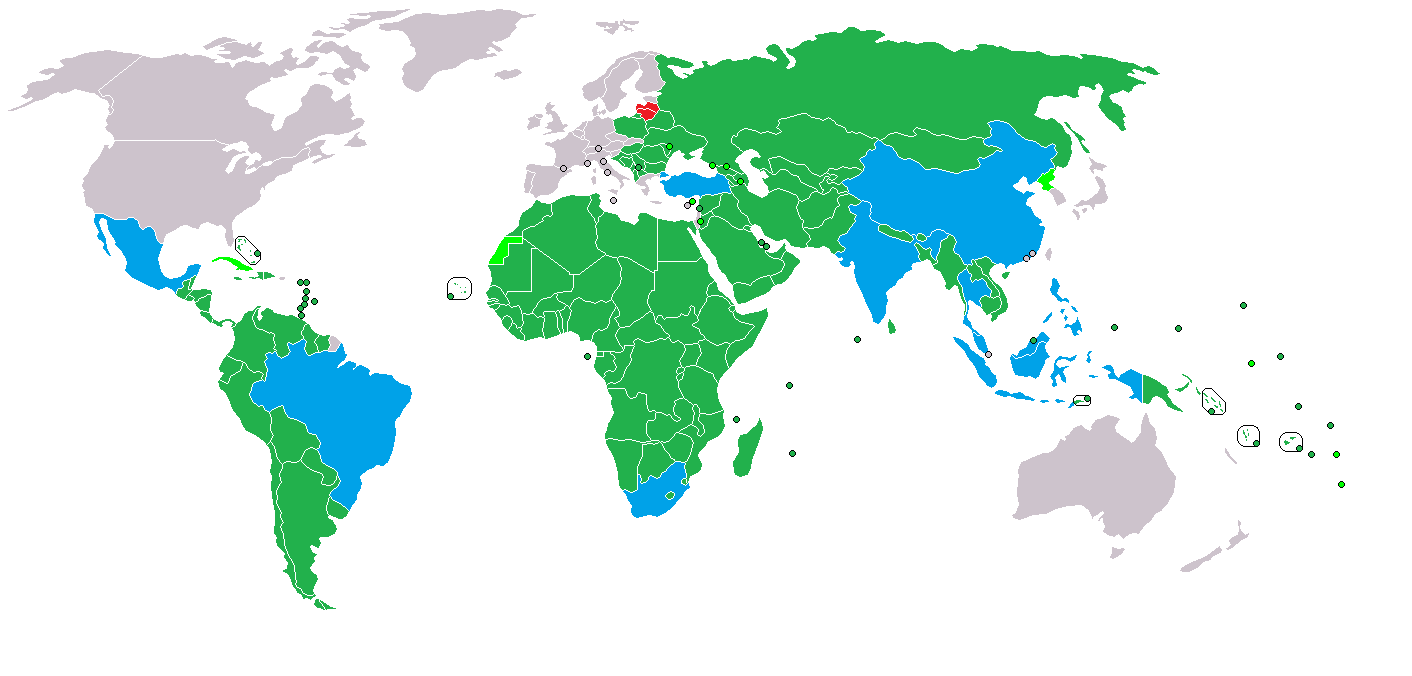
藍色為2014年的新兴工业化国家或地區

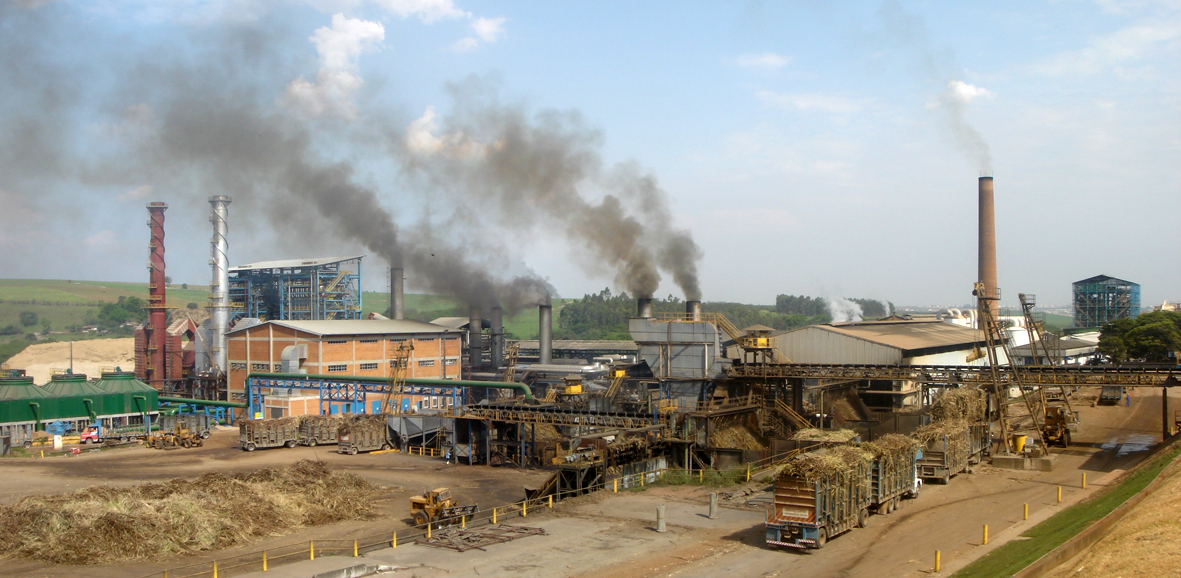
巴西聖保羅附近的工廠

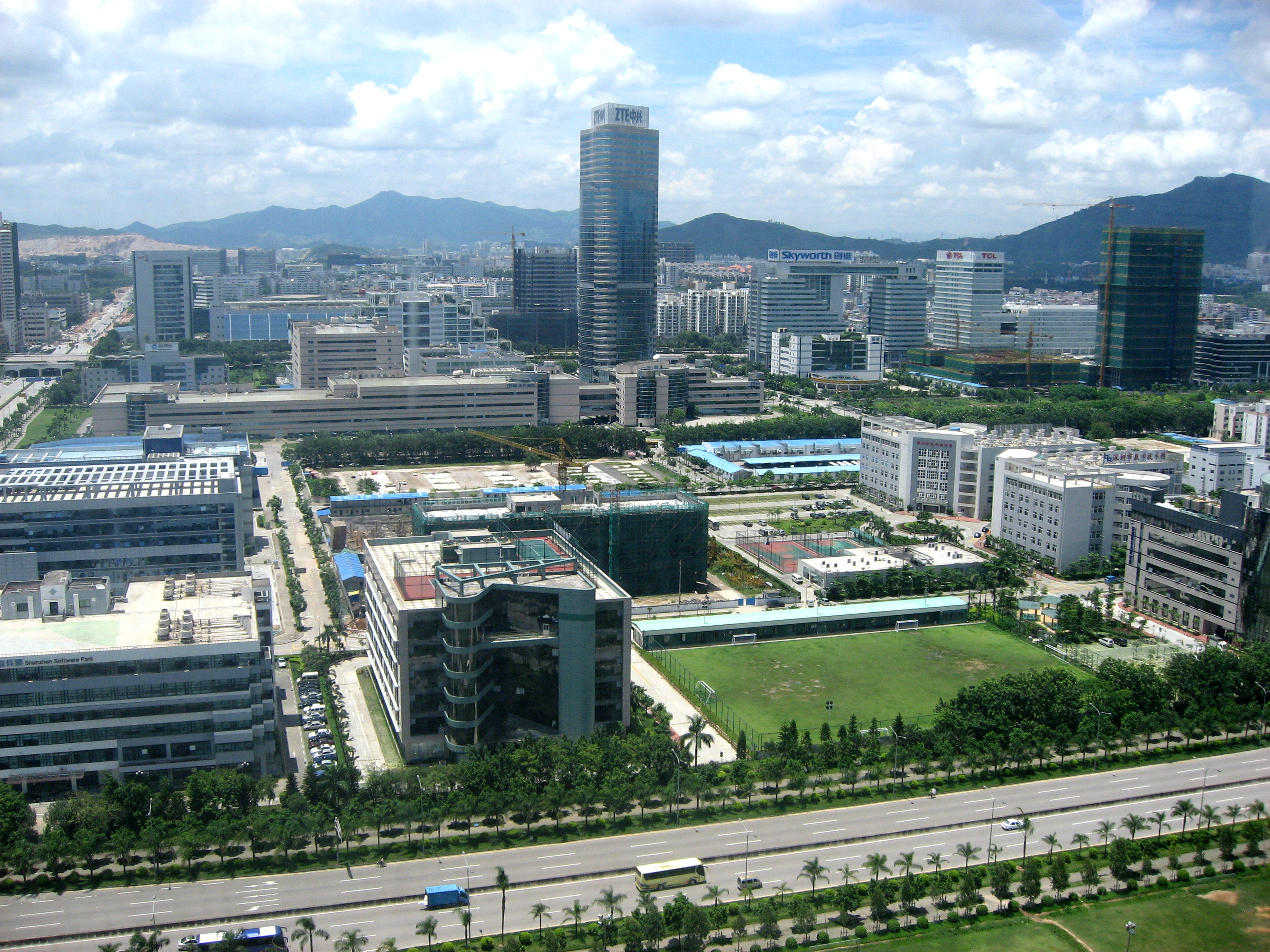
深圳的科技园區（南区）

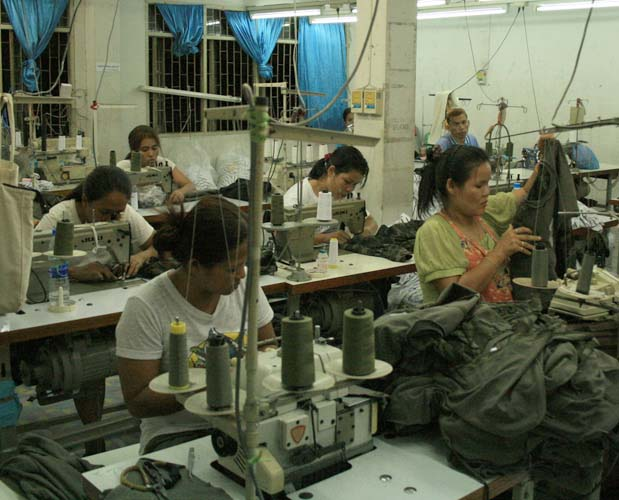
泰國的成衣廠

新興工業化國家（英語：Newly industrialized country，NIC），為政治学家、经济学家及政治經濟學家所提出，適用於世界上若干國家的社會經濟學分類。
新興工業化國家係指經濟尚未達到已開發國家的標準，但自總體經濟學角度來看，已超越其他開發中國家之國家。新興工業化國家的另一個特點是這些國家正經歷快速的經濟增長。初期或進行中的工業化是新興工業化國家的重要指標之一。在許多新興工業化國家中，最可能發生的主要社會變動之一，是農村人口向城市遷移。制造业與工廠的增长吸引了大量劳工。

## 历史上的新兴工业化国家
1979年經濟合作暨發展組織（OECD）報告首度指出以下10個國家和地區為新興工業國家：
- 亞洲：  臺灣 、 、 新加坡、  英屬香港
- 美洲：  墨西哥、  巴西
- 歐洲：  希腊、  葡萄牙、  西班牙、  南斯拉夫

其中最具代表性的為亞洲四小龍（ 台湾、  、  新加坡、  香港）它们异常快速的工业增长始于1960年代。隨著經濟的快速發展如今这四个地区都已经进入了发达经济体和高收入经济体的行列。这些国家（地區）和现在被认为的新兴工业化国家是有着显著不同的。特别地，开放的政治体制、较高的人均国民收入和旺盛的、出口导向型的经济政策显示出这些国家（地區）现在不仅达到而且超过许多发达国家的排名。世界银行把这四个经济体都归为高收入经济体；而国际货币基金组织（IMF）和美国中央情报局（CIA）则将它们归类为发达经济体。它们的人类发展指数也都超过了0.9，这与西欧国家相当。特别是 大韓民國，与 日本一同构成了亚洲僅有的两个经济合作与发展组织成员的国家。
此外，欧洲的 希腊、 西班牙、 葡萄牙现在也被列入了发达国家的名单中，但相较欧洲其他发达经济体（如 英国、 法國、 德国）而言，其经济实力仍较弱，三者都被列为“欧猪五国”（另外两个是 義大利、 爱尔兰），另外這三國也都是经济合作与发展组织成员的国家。
 南斯拉夫解体后遭遇连年内战，各成员国经济受到不同程度的打击。目前只有斯洛文尼亚成为了发达国家（同時 斯洛維尼亞也已成功的加入经济合作与发展组织）， 经济状况在发展中国家中较好，斯、克均被世界银行归为高收入经济体；其余数国和地区则比较贫穷（尤其是 和 科索沃），人均GDP在世界排名中下水平）。
美洲的 墨西哥和 巴西目前仍属于新兴工业化国家，一些美洲國家（如 智利、 ）的治安或是生活水準反而還好過墨西哥和巴西。

## 目前的新兴工业化国家
土耳其自从1961年就是经济合作与发展组织的成员，是这个组织的发起成员之一；墨西哥在1994年加入这一组织。G8+5组织由G8的成员国加上中國、印度、巴西、墨西哥和南非组成。
| 地区 | 國家           | 国内生产总值 (国际汇率) (百万美元, 2022 IMF) | 人均國內生產總值 (国际汇率) (美元, 2022 IMF) | 国内生产总值 (購買力平價) (百万美元, 2022 IMF) | 人均國內生產總值 (購買力平價) (美元, 2022 IMF) | 堅尼指數 (GINI, 2016-19) | 人類發展指數 (HDI, 2021) | GDP實際增長率，2022 |
| ---- | -------------- | -------------------------------------------- | -------------------------------------------- | ---------------------------------------------- | ---------------------------------------------- | ------------------------ | ------------------------ | ------------------- |
| 非洲 | 南非           | 411,480                                      | 6,739                                        | 949,846                                        | 15,556                                         | 64 (2018)                | 0.713 (高)               | 2.1                 |
| 南美 | 巴西           | 1,894,708                                    | 8,857                                        | 3,782,763                                      | 17,864                                         | 44.9 (2019)              | 0.754 (高)               | 2.8                 |
| 北美 | 墨西哥         | 1,424,533                                    | 10,948                                       | 2,919,875                                      | 22,440                                         | 46.4 (2019)              | 0.758 (高)               | 2.1                 |
| 亚洲 | 中华人民共和国 | 18,321,197                                   | 12,970                                       | 30,074,380                                     | 21,291                                         | 38.5 (2016)              | 0.768 (高)               | 3.2                 |
| 亚洲 | 印度           | 3,468,566                                    | 2,466                                        | 11,665,486                                     | 8,293                                          | 35.3 (2018)              | 0.633 (中)               | 6.8                 |
| 亚洲 | 印度尼西亞     | 1,289,429                                    | 4,691                                        | 4,023,501                                      | 14,638                                         | 38.2 (2019)              | 0.705 (高)               | 5.3                 |
| 亚洲 | 马来西亚       | 434,059                                      | 13,108                                       | 1,096,057                                      | 33,113                                         | 41.1 (2019)              | 0.803 (极高)             | 5.4                 |
| 亚洲 | 菲律賓         | 401,662                                      | 3,597                                        | 1,154,875                                      | 10,344                                         | 42.3 (2018)              | 0.699 (中)               | 6.5                 |
| 亚洲 | 泰國           | 534,758                                      | 7,631                                        | 1,479,644                                      | 21,114                                         | 34.9 (2019)              | 0.800 (极高)             | 2.8                 |
| 亚洲 | 土耳其         | 853,487                                      | 9,961                                        | 3,320,994                                      | 38,759                                         | 45.8 (2019)              | 0.838 (极高)             | 5.0                 |

根据高盛集团对新兴经济体的评价，截至2050年，世界上最大的经济体将会是： 美国、 墨西哥、 印度、 巴西和 中华人民共和国。
对于 中国和 印度，两国庞大的人口（截至2011年1月，每个国家的人口都超过了12亿）意味着人均收入将会依然保持低水平，即使他们的经济（总GDP）超过了 美国。根据购买力平价（PPP）来计算的人均GDP，考虑到了新兴工业化国家更低的生活成本。
因为在当今全球市场上经济地位的重要性和对环境的影响， 巴西、 中国、 印度、 墨西哥和 南非每年和G8国家召开会议来讨论金融议题和气候变化；这个会议被称作 G8+5。通过加入上述五个国家以及埃及，有人希望这个集团扩展成G14。一旦这个集团开始发挥影响，埃及可能不久就会被归为新兴工业化国家。
新兴工业化国家通常还有一些其他的共同特点，但不一定全部相同，這些包括：
- 社会自由和民事权利的增长。
- 强势的政治领袖。
- 从农业到工业经济的转换，特别是向制造业的转换。
- 逐渐增长的开放市场经济，允许同世界上其他国家进行自由贸易。
- 几大洲间进行的大规模國與國合作。
- 来自外国的大量资本投资。
- 足以影响某些区域的政治领导地位。
- 逐步下降的贫困率，人口紅利增加。

新兴工业化国家经常从世界贸易组织之类的国际组织和其他的内部实体得到支持。然而，由于环境、劳动力和社会标准在新兴工业化国家趋向于明显的弱势，主张建立针对进口自这些国家的产品的标准，同时批评工作机会对新兴工业化国家的输出。

### 其他新兴工业化国家
不同的作者会根据不同的经济分析方法列出不同的新兴工业化国家。有的时候会造成有些国家被划分为新兴工业化国家，但这些国家很少被其他作者划分为新兴工业化国家。这样的例子包括 阿根廷、 智利、 埃及、 斯里蘭卡和 俄羅斯。

## 工業化程度較高但未達已開發國家標準亦不被視為新興工業化國家之國家
有些國家人民生活水準明顯優於其他第三世界國家，但尚未達到已開發國家的標準。由於其較早經歷工業化過程，工業化水準已顯著超過新興工業化國家，因此不被列入新興工業化國家範疇，而歸類為工業國。這些國家有時被稱為「中等发达国家」，典型例子包括東歐的前社會主義國家及南美洲南部的白人國家。
这些国家的特点包括：
1.人类发展指数位于前列，达到“极高”或“高”水平，但又不是很靠前，如 波蘭、 智利、 、 阿联酋。
2.人口组成大都以白人亞裔为主体，如 阿根廷、 智利、东欧国家。
3.拥有较好的工业基础和较为完整的工业体系，工业化、城市化水平远高于一般的发展中国家。最典型的例子是 俄羅斯，它拥有雄厚的工业体系和极为发达的高新技术产业，被列为八大工业国之一。
4.拥有受教育程度很高的居民，在科教文卫 方面达 到或接近发达国家水平（东欧国家的识字率与西欧国家相当）。
5.人均国内生产总值一般位于世界的中上水平。
6.较早实现工业化，一些国家在19、20世纪的发展程度曾经和西方主要资本主义国家差不多，如 阿根廷、 乌拉圭、 匈牙利、 捷克、 斯洛伐克等（现在 捷克和 斯洛伐克已被认为是发达国家了）。
7.拥有成为发达国家的潜力，当经济改革成功后，就可能成为发达国家（如 智利、 爱沙尼亚、 拉脫維亞、 立陶宛、 、 阿联酋）。
这些国家大致包括：
东欧： 俄羅斯、 爱沙尼亚、 拉脫維亞、 立陶宛、 匈牙利
南欧： 羅馬尼亞、 保加利亚、 、 塞爾維亞
西亞： 、 巴林、 阿联酋
東南亞： 
中美： 古巴、 
南美： 智利、 阿根廷、 乌拉圭
此外，而生产石油的国家，由于其经济结构过于单一，也不被列入新兴工业化国家，如 伊朗、 沙烏地阿拉伯、 委內瑞拉等国。

## 经济学分析
新興工業化國家因為勞工薪資低廉，其他國家進口那裡產品價錢也會比較便宜。和生活花費較高、有工會以及其他受政治影響的組織的已發展國家相比，生產者通常選擇新興工業化國家生產產品。
而這相對而來的好處正為公平貿易活動者所詬病。

## 相关问题
新兴工业国家目前不管在政治、经济、文化上，都面临巨大的挑战。中国虽然在经济上逐步的对外开放。同时中国还面临着贫富差距过大等各种不同的问题与挑战，但近几年，中国人均gdp达到12700美元（截止至2022年）、有追赶高收入国家的趋势。而与中国相比，印度也面临着各种不同的问题。中国的经济发展大大得益于高的竞争力从而吸引了印度的仿效，但是印度由于自身特征，外资吸引力相对较差。同时印度目前是一个27.5%的人口都仍然生活在国家贫困线以下的新兴工业化国家。而南非则面临着诸如津巴布韦这样国家的難民湧入以及悬殊的贫富差距问题。土耳其和泰國則有宗教和政治方面的隱憂存在。在墨西哥，治安与毒品泛滥的問題依旧嚴峻。巴西政府则在發展經濟的同時也面臨了毒品泛滥、治安问题以及如何保存和開發亞馬遜雨林等棘手問題。